# 2-joodpropaan
2-joodpropaan of isopropyljodide is een organische verbinding met als brutoformule C3H7I. De stof komt voor als een kleurloze vloeistof, die slecht oplosbaar is in water. Door blootstelling aan lucht kan de vloeistof lichtgeel tot roodbruin verkleuren. De verbinding is commercieel verkrijgbaar en wordt meestal gestabiliseerd met zilver.

## Synthese
2-joodpropaan kan bereid worden door reactie van isopropanol met di-jood en fosfor. Een alternatieve methode is de elektrofiele additie van waterstofjodide aan propeen: